# Resolutie 1868 Veiligheidsraad Verenigde Naties
Resolutie 1868 van de Veiligheidsraad van de Verenigde Naties werd op 23 maart 2009 unaniem aangenomen door de VN-Veiligheidsraad en verlengde de VN-bijstandsmissie in Afghanistan met een jaar.

## Achtergrond
In 1979 werd Afghanistan bezet door de Sovjet-Unie, die vervolgens werd bestreden door Afghaanse krijgsheren. Toen de Sovjets zich in 1988 terugtrokken raakten ze echter slaags met elkaar. In het begin van de jaren 1990 kwamen ook de Taliban op. In september 1996 namen die de hoofdstad Kabul in. Tegen het einde van het decennium hadden ze het grootste deel van het land onder controle en riepen ze een streng islamitische staat uit. 
In 2001 verklaarden de Verenigde Staten met bondgenoten hun de oorlog en moesten ze zich terugtrekken, waarna een interim-regering werd opgericht. Die stond onder leiding van Hamid Karzai die in 2004 tot president werd verkozen. 

## Inhoud

### Waarnemingen
De stabiliteit van Afghanistan kon niet enkel met militaire middelen worden verzekerd. De Verenigde Naties bleven een centrale rol spelen in de promotie van vrede en stabiliteit en de coördinatie van en toezicht op de uitvoering van het Afghanistan-Compact.
De onafhankelijke Afghaanse kiescommissie had aangekondigd dat in augustus 2009 presidents- en provinciale verkiezingen zouden worden gehouden.
De uitdagingen in Afghanistan moesten gezamenlijk worden aangepakt en daarvoor moesten de UNAMA-missie en de internationale ISAF-macht goed samenwerken. Ook moest de humanitaire hulp verbeterd worden. De Veiligheidsraad veroordeelde ook het stijgend aantal aanvallen op hulpverleners en was bezorgd om het stijgende geweld en terreuractiviteiten door de Taliban, Al Qaida, illegale gewapende groepen en misdadigers in de drugshandel.

### Handelingen
De Veiligheidsraad verlengde het mandaat van de UNAMA-bijstandsmissie in Afghanistan tot 23 maart 2010. UNAMA moest de civiele inspanningen in het land blijven leiden, de Afghaanse overheid ondersteunen, meewerken aan de levering van hulpgoederen en ook de komende verkiezingen ondersteunen.
De Veiligheidsraad veroordeelde alle bomaanslagen, zelfmoordaanslagen, ontvoeringen, het viseren van de bevolking, aanvallen op Afghaanse en internationale troepen en het gebruik van burgers als menselijk schild. De ISAF van hun kant probeerden het aantal burgerslachtoffers tot een minimum te beperken. Voorts veroordeelde men de Taliban voor de inzet van kindsoldaten en de misdaden die ze tegen kinderen pleegden. Ook werd de discriminatie tegen vrouwen en meisjes in Afghanistan veroordeeld, en vooral het geweld om meisjes te verhinderen naar school te gaan.
Intussen boekte Afghanistan vooruitgang in de strijd tegen de opiumproductie. Alle landen werden opgeroepen de strijd tegen de drugshandel nog op te voeren. Verder moesten ook het justitiesysteem en het gevangeniswezen in het land hervormd worden om de straffeloosheid te beëindigen.

## Verwante resoluties
- Resolutie 1817 Veiligheidsraad Verenigde Naties (2008)
- Resolutie 1833 Veiligheidsraad Verenigde Naties (2008)
- Resolutie 1890 Veiligheidsraad Verenigde Naties
- Resolutie 1917 Veiligheidsraad Verenigde Naties (2010)

Lijst ·  1860 ·  1861 ·  1862 ·  1863 ·  1864 ·  1865 ·  1866 ·  1867 ·  1868 ·  1869 ·  1870 ·  1871 ·  1872 ·  1873 ·  1874 ·  1875 ·  1876 ·  1877 ·  1878 ·  1879 ·  1880 ·  1881 ·  1882 ·  1883 ·  1884 ·  1885 ·  1886 ·  1887 ·  1888 ·  1889 ·  1890 ·  1891 ·  1892 ·  1893 ·  1894 ·  1895 ·  1896 ·  1897 ·  1898 ·  1899 ·  1900 ·  1901 ·  1902 ·  1903 ·  1904 ·  1905 ·  1906 ·  1907